# 融合戦士
融合戦士は、『ボボボーボ・ボーボボ』に登場する聖鼻毛融合による融合によって生まれたキャラクターの一覧。

## 融合戦士
ボーボボの鼻毛真拳究極奥義聖鼻毛融合（ボーボボ・フュージョン）の細胞と細胞の超融合によって生まれた最強戦士。しかし一時的なものの為、制限時間が無駄に長い（5時間）田ボを除けば皆1分である。名前は融合材料達の名前をそのまま繋げたものだが、外見は別人のような美男・美女である。融合の仕方は色々だが、基本的に他の戦士がボーボボに吸収される形で融合する。特殊な環境・状態・星座運の時に一億分の一の確率で、大人の女（横浜の純子）のような融合体が生まれる事がある。その力は通常の融合体の約一億倍。男同士の融合でも、何故か田ボや大人の女（横浜の純子）のような女の融合体になる事がある。しかし、子供の状態で融合すると、子供が描いたような絵の姿（不完全状態）で出てくる。真拳が封印されていると､2頭身になり､有り得ないほどザコになる。
担当声優は、特に記載がない限りはテレビアニメ版での配役。

## +首領パッチ
どれも首領パッチがアメ玉状に変形し、ボーボボがそれを食べる形で融合する。

### ボボパッチ
声 - 三浦祥朗
ボーボボと首領パッチが融合した姿。長髪の青年。武器は「首領パッチソード」（ただのネギ）。必殺技は「毛魅捨里ー（ケミステリー）」。クールで真面目な性格で、天の助の油断させる為のボケにも全く乗らなかった。
その後ナイトメア戦で子供のボーボボと首領パッチが融合した不完全ボボパッチ（絵が全体的に歪んでおり、背中にはひらがなで「せなか」と書いてある）として登場（アニメ版では融合戦士登場時のBGMの音程を変えて不完全さを際立てる演出も行われた）。それ以後は妨害されてばかりで、登場していない。ちなみに武器は「魔剣エクスカリバー」（線がとぎれ、はみ出している剣。作画的に斬れる訳がない）。また必殺技「聖麗降臨承」（せいれいこうりんしょう）はこの剣で敵を斬る技のはずなのだが、何故か発動時に剣を手にしていなかった（しかし、アニメ版ではこの剣を使って衝撃波を起こしていた）。ビュティ達は「勝てるわけがない、行かない方がいい」と彼を説得していたが、実力は通常時と変わらずナイトメアを瞬殺した。
ボボパッチ（通常時）
A型。誕生日は10月25日。趣味は友達の名前を付け直す事。特技は三沢のマネ。利き腕は右打ち・左投げ。
読み切り版でも登場したがデザインが異なり、ロールプレイングゲームに出てきそうな主人公色がかなり強く、しかも少年だった。髪の色は黄緑色。
不完全ボボパッチ
Q>P型。誕生日は1@"GAつ%6$にちi。su`+*きな$#'＆'（ぽ（「好きなものかなにか」と思われる）は米。
真説ボボパッチ
『真説』では、真説ボボパッチ（外見は、レザーファッションに身を包んだまだ幼い少年）となり登場。奥義は邪王ヘッポコ丸の暗黒オナラ真拳最大奥義「暦　十二月華」を野球の球に見立てて打ち返した真説・鼻毛真拳奥義「WBC（ワールドベースボールクラシック）マジ感動」。他にも首領パッチソード（葱）に違う物質（おもに野菜）を次々に合体（パッチボボの物質ハジケ融合的なこと）させる事で強さの次元を上げる事が出来る（ただし武器の見た目はそのまま）。この力でヘッポコ丸を正気に戻した。

### 大人の女（横浜の純子）
（おとなのおんな〈よこはまのじゅんこ〉）
特殊な状態・環境・星座運の時に一億分の一の確率でボーボボと首領パッチが融合した姿。この姿を保てるのは1分と制限時間こそ通常の融合体と変わらないが、通常の融合戦士の約一億倍の力を持っている。浜娘（ハマっこ）で、ウェーブのかかったロングヘアー。魚雷ガールが唯一同格と認める女性で、2人は共に「大人の女界」をリードする2大カリスマ女性で、大人の女性たち必須のファッション誌『魅惑レディー』の専属モデルとして活躍している。ちなみに『魅惑レディー』はシマリスに大ヒット。カルピスには水を多く入れるらしい。大人を主張する割には、子供を押しのけカードっすを独占する程大人気ない性格の持ち主である。
大人の鼻毛真拳の使い手。その奥義は、その階段を上る事でダメージを回復する大人の鼻毛真拳奥義「大人の階段」と台風の如く大量のサラリーマン達（大人）を呼び寄せ地獄のラッシュを浴びせる大人の鼻毛真拳最大奥義「OTONA2」（大人達の事情）と相手を掴んだ後きりもみ回転し「大人」の顔文字を作った状態で着地し相手を地面に叩き付ける大人の鼻毛真拳最強奥義「大人ドロップ」。口紅やスカーフが武器（巨大化させた口紅を振り上げ攻撃する「OTONA」（女豹）や手に持ったスカーフを振り上げ攻撃する「スカーフ一閃OTONA」（女豹）という技を使う。）

### パッチボボ
声 - 木内レイコ、中尾良平（ゲーム『脱出!!ハジケ・ロワイヤル』）
首領パッチの身勝手な行動（ボーボボの司令室で首領パッチが勝手に弄った）で、ボーボボと首領パッチが逆転融合した姿。金とオレンジの髪。顔の作りは首領パッチがベースで、彼のトゲを意識してか、ツンツン頭。真拳も毛を主流にしていた他の融合体とは違い、ハジケ真拳が主流となっている。手の平から放射される特殊な原子分解熱により、2つの（複数も可能）物質を融合して強力な武器を作る物質ハジケ融合という能力を有する。ちなみに融合武器はパッチボボの中の司令室でボーボボと首領パッチが考えて作っているようである。普段の2人からは考えられない程必要以上に喋らず、ほぼ無表情で何をするか分からない。しかし仲間を平気で道具にしたりする辺りは普段の2人を彷彿とさせる。
血液型はAP型。誕生日は14月14日。趣味はセパタクロー。特技はカルピス作り。主食はカマボコ。得意な科目は化学と家庭科。出身は神田。
パパパーパ・パーパパチ
『真説』では パパパーパ・パーパパチへパワーアップ（パッチボボに融合した状態から更に魂を融合した融合戦士。首領パッチがパッチボボの中の司令室にあった「ぶっとびターボ」のボタンを勝手に押した事により誕生した）。奥義は、聖魔支配剣「ニャンちゃんソード」（ただの子猫）を振り上げる事によって地球を割る程の威力で対象を切り裂くハジケ真拳超奥義「おニャンコにゃんにゃんにゃん」と、その派生技で、猫によって発生させた巨大な割れ目から何百以上ものラッコを噴出させ果てには宇宙まで飛び上がり天体系をも破壊するハジケ真拳超奥義「ラッコちゃん・インパクト」、左手にウエディングケーキ・右手にバースデーケーキを持った状態で相手の頭部を上下から挟み込む様にして叩き付けるハジケ真拳究極奥義「NOハジケ,NO LIFE.」などがある。

## +ところ天の助&首領パッチ
ボボパッチなどと同じ融合方法だが、融合中に天の助が勝手にボーボボの口の中に入り込む（真説ではアフロから入っていた）。

### ボボパッチの助
（ボボパッチのすけ）
声 - 田中大文
ボーボボと首領パッチとところ天の助が融合した姿。髪の色は紫。口調は「俺様」や「愚民共」。マゾ。武器は「田中ソード」。奥義は「マジで!!?」な出来事が相手を襲い、テンションが低いと窒息死する魔の空間を作り出す「M・T」（マジで・タイム）とママチャリで敵に突進しながらマツ毛で攻撃するバージョンと、田中ソードで突進して斬り付けるバージョンの「マツ毛真拳フォーエバー」と田中ソードで斬り付ける「田中斬り」。第1部ではOVER城・トイレコロシアムでの戦いとランバダ戦でこの融合体になっている。
血液型はAPR型。誕生日は12月6日。趣味は三点倒立。特徴はフランス好き。悩みは足が臭い事。好物はお好み焼き。実はメキシコからの交換留学生。
真説ボボパッチの助
『真説』では真説ボボパッチの助として登場。他の融合戦士のようにまったく違うデザインではなく、ボボパッチの助との違いは顔つきと骨格、田中ソード、使った真拳が鼻毛真拳だけであることのみで、服装などは同じ。柊、BB(ブラックボーボボ)、邪ティとの3狩リア対決でフィニッシュを決めた。MAJIDEは健在だった。

## +ところ天の助
ボーボボが天の助を食べる形で融合。金天ボの場合は金も一緒に食べる。全身を食べる事は無く､ほとんど一部(ほとんど顔)を食べる事で融合する。

### 天ボボ
（てんボボ）
声 - 武内健
ボーボボと天の助が融合した姿。両足の6本の鞘（刀は納められていない）を装着している。外見こそ優しげな美少年なのだが、その容貌と口調と物言いからは想像できない程の超武闘派で明らかに理不尽で乱暴な戦闘手段をとる、極悪非道な平和主義者。そんな己の行動を棚上げし相手の非道さ、無慈悲さを嘆く、魚雷ガールに通じる滅茶苦茶さの持ち主である。武器はマシンガンと剣。奥義は平和に関する7つの質問を敵に投げかけ、平和を導く答えならば「平和バッヂ」を渡すが、平和でない答えの時は殺す「平和願望7条約」。必殺技は腕の防具に装着された小型ブースター（らしきもの）で威力を高めたパンチを繰り出す「罪と罰」（ゴッド・スラッシャー）と、螺旋状に伸びた鼻毛で複数の敵を攻撃する「ピースフル・レジェンド」（争いのない世界。直訳すると平和な伝説になる）。
核型。誕生日は8月15日。趣味はモデルガン集め。好きな歌はさとうきび畑の唄。好きなアニメは火垂るの墓。好きな塔はひめゆりの塔。モットーは「戦争と平和」。水色の髪に、青緑の目。髪型はショートカット。
真説天ボボ
『真説』では、真説天ボボ（背中に天使と悪魔それぞれの片翼を持つ長髪の青年）として登場。技は周囲に浮かぶ6本の「ところてんノヴァ」によって防御する真説・鼻毛真拳超奥義「完全防御シックスところてんノヴァ」と、その強化版の真説・鼻毛真拳超奥義「完全防御スカーレット・セラフバタフライ」、「ところてんノヴァ」でリングファングを作り、相手の力を呑み込み、未知の力として変換する（何故か戦隊もののヒーローが大勢出て来た）真説・鼻毛真拳超奥義「ところてんリフレクト」、そのリングファングから超巨大な人面怪獣（の様なもの）を召喚する真説・鼻毛真拳超奥義「真本醸造ビババンゴ」。その圧倒的な力を以ってしてポコミを倒す（エリートアカデミー編でも登場したが、真拳を封印されていたため、体が異様に小さく、ところてんノヴァがウンコという不完全体で異常に弱く､数コマで融合を解かれてしまった）。

### 金天ボ
（きんてんボ）
ボーボボと天の助がハレクラニの金の力を得て融合した姿。長髪の青年。胸に「Time is Money」とタトゥーを彫っている。自らを「トップ・オブ・ギャンブラー」を名乗る。漫画のコマとコマの間で敵を倒すという強大な力を持つ。仲間であるビュティに怖がられる程、多少残虐な性格。賭けは絶対に負けず､ロシアンルーレットでも5回連続で引き金を引いてもあたらないほどの強運の持ち主。奥義はカジノの世界を作り出す鼻毛真拳究極奥義「聖邪カジノ・クライシス」と、カジノの機材で作り出した「ギャンブラー・キャノン」で強大なエネルギーを撃ち出す鼻毛真拳3強融合奥義「ラスベガス・ナイト・ドリーム」。最期は天に召されていった(彼らは存命している)。
因みにカジノの従業員は、「ぬー＄の戦士」（くわしくは、ところ天の助の項を参照）である。

## +田楽マン
田楽マンがボーボボの尻から吸収される形で融合。2回目はアフロから入った。

### 田ボ
（でんボ）
声 - 國府田マリ子、井上富美子（ゲーム『爆闘ハジケ大戦』『脱出!!ハジケ・ロワイヤル』）
ボーボボと田楽マンが融合した姿。ナイスバディの美少女。歌が得意。5時間もこの姿を維持できる。にんじんが苦手(サイバー都市・J戦より)。名字はイジュタール。再登場した時は、ボーボボがスーパーボーボボ状態だったので、コスチュームが少し変わっていた。歌が全てを支配する鼻毛真拳超絶マル秘奥義「ONE・SONG・ミュージアム」と絵本が全てを支配する鼻毛真拳超絶マル秘奥義「田ボのドリーム絵本パラダイス」と、その世界で手に入れたハート型の稲妻が相手を襲う鼻毛真拳新超絶奥義「エメラルド・ハート」を使う。武器はヌンチャク（イジュタール家に代々伝わるお守りらしい）。
B型。誕生日は6月23日。好物はお母さんのミソ汁。好きなタイプの男性は優しい人。尊敬する人はパパ。将来の夢は宇宙の支配者。身長は183cm、体重は不明。金髪碧眼。アニメ版では服の胸元が開いている。毎日勝手に記念日を制定しているらしい。

## +魚雷ガール
首領パッチと同様に魚雷ガールがボーボボの口から吸収される形（かなり無理があるが）で融合する。

### 魚雷ガーボ
ボーボボと魚雷ガールが融合した姿で一応融合戦士の中では最強らしいのだが、誕生直後、ビービビの「毛狩り真拳」の一撃で融合が解けてしまう。『ジャンプアルティメットスターズ』にボーボボの必殺技として登場。覇轜袈を召喚し、飛びながら地雷をまき散らす技を見せる。金髪、長髪の青年。
血液型AT型。好きな食べ物はカレー。尊敬している人はボボパッチ。

## +ブラック・ボーボボ
これまでのものとは異なり、ボーボボがブラック・ボーボボに吸収される形での融合。

### ジェミニ・ボーボボ
身体の色が白と黒の半分に別れている（外見はボーボボ）。敵なのか味方なのかもわからない謎の戦士。
天の助と首領パッチを嫌いなことから敵だと思われる。

## 戦績
白狂・ビビビービ・ビービビ・アカデミー四天王・怒んパッチ以外、全勝（白狂は引き分け。怒んパッチには倒されたのか自分の意思で融合を解いたのか不明）。